# 건국기념일 (슬로베니아)
건국기념일(슬로베니아어: Dan državnosti)은 1991년 슬로베니아가 유고슬라비아로부터 독립한 것을 기념하는 국경일로 매년 6월 25일이다. 실제 독립 선언은 1991년 6월 26일 행해졌지만 하루 전인 6월 25일 슬로베니아의 독립을 선언하는 법률이 통과되고 슬로베니아가 사실상 독립했기 때문에 건국기념일도 6월 25일을 기념하게 되었다. 슬로베니아가 독립을 선포한 직후 유고슬라비아와의 10일 전쟁이 발발하였고, 슬로베니아는 10일간의 전쟁 끝에 승리하였다.
주의해야 할 점은 슬로베니아의 독립기념일은 건국기념일과 서로 다른 날로, 독립기념일은 매해 12월 26일로 1990년 12월 26일에 열린 슬로베니아 독립 국민투표에서 유권자의 88.5%가 슬로베니아의 독립에 찬성한 것을 기념하는 날이다.

## 같이 보기
- 다른 나라의 건국기념일
- 슬로베니아의 공휴일
- 슬로베니아의 역사
- 유고슬라비아의 해체